# Bernd Förster
Bernd Förster (Mosbach, 3 de maio de 1956) é um ex-futebolista profissional alemão que atuava como defensor.

## Carreira
Bernd Förster fez parte do elenco da Seleção Alemã de Futebol na Copa de 1982 e Eurocopa de 1980 e 1984.

## Títulos
Bayern München:
Liga dos Campeões da UEFA: 1974–75 e 1975–76
Copa Intercontinental: 1976
Stuttgart:
Bundesliga: 1983–84
Seleção Alemã de Futebol:
Euro: 1980